# Plomosas (Jacala de Ledezma)
Plomosas es una localidad de México, localizada en el municipio de Jacala de Ledezma en el estado de Hidalgo.

## Geografía
Se encuentra en la región geográfica de la Sierra Gorda; a la localidad le corresponden las coordenadas geográficas 20° 54’ 50.931” de latitud norte y 99° 10’ 13.803” de longitud oeste, con una altitud de 1684 m s. n. m. Cuenta con un clima templado subhúmedo con lluvias en verano, de mayor humedad.
En cuanto a fisiografía se encuentra en la provincia de la Sierra Madre Oriental, dentro de la subprovincia del Carso Huasteco; su terreno es de sierra. En lo que respecta a la hidrografía se encuentra posicionado en la región del Pánuco, dentro de la cuenca el río Moctezuma, y en la subcuenca del río Amajac.

## Demografía
En 2020 registró una población de 529 personas, lo que corresponde al 4.30 % de la población municipal. De los cuales 265 son hombres y 264 son mujeres.
| Gráfica de evolución demográfica de Plomosas entre 1910 y 2020 |
|                                                                |
| Población registrada por los censos y conteos del INEGI.       |